# Robert Antonioli
Robert Antonioli, né le 23 décembre 1990, est un skieur-alpiniste Italien. 

## Biographie
Il vit à Valfurva en Italie.[Quand ?]

## Palmarès

### 2018
Robert Antonioli termine 2e du classement général de la coupe du monde 2018 derrière Michele Boscacci. Il remporte pour la 1re fois la Pierra Menta, faisant équipe avec son compatriote Michele Boscacci.
- Pierra Menta avec Michele Boscacci[2]

### 2019
- 1er du Sprint de Bischofshofen (Coupe du monde)[3]
- 2e de l'Individuelle de Bischofshofen (Coupe du monde)[4]
- 1er de l'Individuelle d'Ordino (Coupe du monde)[5]
- 3e de la Vertical d'Ordino (Coupe du monde)[6]
- 4e de l'Individuelle de SuperDévoluy (Coupe du monde)[7]
- 5e du Sprint de SuperDévoluy (Coupe du monde)[8]

### 2020
Robert Antonioli domine les deux premières courses de la coupe du monde de ski-alpinisme et prend la tête du classement général après l'étape d'Aussois. Il remporte le classement général ainsi que le classement de l'Individuel de la Coupe du monde de ski-alpinisme écourtée en raison de la pandémie de coronavirus.
- 1er de l'Individuelle d'Aussois (Coupe du monde)[10]
- 2e du Sprint d'Aussois (Coupe du monde)[11]
- 2e de l'Individuelle de La Massana (Coupe du monde)
- 1er de la Vertical Race de La Massana (Coupe du monde)
- 3e du Sprint de Berchtesgaden (Coupe du monde)

### 2021
Il remporte la Coupe du monde avec 561 points devant le Français Thibault Anselmet (528 pts) et un autre Italien Davide Magnini (459 pts).
- : Course sprint d'Adamello (Coupe du monde)
- : Course verticale d'Adamello (Coupe du monde)
- : Course individuelle de Santa Caterina aux championnats italiens
- : Course individuelle de Verbier (Coupe du monde)[12]
- : Épreuve par équipes (avec Davide Magnini) d'Albosaggia aux championnats italiens
- : Course individuelle de Val Martello (Coupe du monde)[13]
- : Relais masculin de Coma Pedrosa (Championnats du monde 2021)[14]
- : Course individuelle de Coma Pedrosa (Championnats du monde 2021)